# Chinony
Chinony – grupa organicznych związków chemicznych będących cyklicznymi, nienasyconymi diketonami.
Wiele chinonów jest związkami o intensywnym zabarwieniu. Czasami, w uproszczeniu chinonem nazywa się benzochinon.

Wzór strukturalny alizaryny.

## Otrzymywanie
Utlenianie fenoli:
HO—C6H4—OH → C6H4O2 (katalizatorami mogą być Na2Cr2O7, H2SO4)

## Zastosowanie
Chinony są na skalę przemysłową stosowane do produkcji nadtlenku wodoru:
dihydroantrachinon + O2 → antrachinon + H2O2
Wiele naturalnych oraz syntetycznych chinonów stosowanych jest jako substancje barwiące. Ze względu na dobre właściwości utleniające, benzochinon oraz inne związki z tej grupy stosowane są w laboratoriach jako utleniacze.

## Inne chinony
- alizaryna – substancja używana jako barwnik mundurów żołnierzy brytyjskich w czasach Rewolucji amerykańskiej
- witamina K – związek niezbędny do biosyntezy czynników krzepnięcia krwi
- koenzym Q – obecny powszechnie w mitochondriach komórek roślinnych i zwierzęcych chinon uczestniczący w transporcie elektronów w łańcuchu oddechowym